# Operace Nickel
Operace Nickel bylo krycí označení plánovaného výsadku do Francie a dále do Protektorátu Čechy a Morava. Výsadek byl organizován Zvláštní skupinou D při exilovém Ministerstvu národní obrany v Londýně. Zrušena byla z důvodu pominutí důvodů pro výsadek.

## Složení a úkoly
Jediným příslušníkem výsadku byl voj. Vojmír Matuš. Úkolem bylo navázání kurýrního spojení s Protektorátem Čechy a Morava pozemní cestou. 

## Činnost
Matuš měl být vysazen u Paříže a poté, v uniformě příslušníka organizace Todt se měl rychlíkem přesunout do protektorátu. Po splnění zpravodajských úkolů se měl pozemní cestou vrátit zpět do Anglie. Výsadek byl připravován společně se SOE. Operace byla zrušena poté, co se podařilo navázat radiové spojení s výsadky Calcium a Barium.